# Phintella planiceps
Phintella planiceps is een spinnensoort in de taxonomische indeling van de springspinnen (Salticidae).
Het dier behoort tot het geslacht Phintella. De wetenschappelijke naam van de soort werd voor het eerst geldig gepubliceerd in 1996 door Berry, Joseph A. Beatty & Jerzy Prószyński.